# 이지은 (1984년)
이지은(1984년 3월 19일 ~ )은 대한민국의 기자이다.

## 학력
- 이화여자대학교 언론정보학과

## 경력
- 2008년 한국경제TV 경제부 기자
- 한국경제TV 산업부 기자
- 2012년 중앙일보 사회부 기자
- JTBC 국제부 기자
- 2015년 JTBC 국제외교안보팀 기자
- JTBC 국제외교안보부 기자
- JTBC 국제외교안보부 팀장
- JTBC 뉴스콘텐트국 정책팀장
- JTBC 국제외교안보부 기자
- JTBC 뉴스콘텐트국 뉴스담당 국제팀 기자

## 방송
- 2013년 11월 18일 ~ 2014년 2월 17일 뉴스콘서트
- 2014년 6월 16일 ~ 9월 19일 JTBC 뉴스현장
- 2018년 JTBC 뉴스룸 주말 앵커